# VT-7
Escadron d'entraînement 7
Le Training Squadron 7 (VT-7) ou TRARON SEVEN  est un escadron d'entraînement primaire du Naval Air Training Command de l'US Navy. Créé en 1960, il est basé actuellement à la Naval Air Station Meridian, dans le Mississippi. Il est l'un des deux escadrons du Training Air Wing One (TRAWING ONE).

## Historique
Le VT-7 est à l'origine un escadron de formation située à la base aéronavale de Memphis, dans le Tennessee. Il était initialement composé de deux unités de formation avancée. Elles ont été regroupées, en juillet 1960, pour former le Training Squadron 7, qui employait le T-28 "Trojan" et le T-29 "Seastar" pour former les élèves aviateurs au vol aux instruments de base au NAS Meridian, dans le Mississippi, un an plus tard. 
Le VT-7 fut ensuite scindé pour former un escadron «sœur», le Training Squadron NINE (VT-9) en décembre 1961.
Le T-2 "Buckeye" a été utilisé dans VT-7 de 1962 à 1971. Il est ensuite passé au TA-4J "Skyhawk" pour former des pilotes pour des missions de frappe avancées. En 1999, le VT-7 est passé au T-45 "Goshawk".
Au cours de sa première année de service Goshawk, le VT-7 a effectué plus de 18 000 sorties et effectué près de 1 300 atterrissages de porte-avions. De septembre 2015 à décembre 2016, l'escadron a effectué plus de 28 200 heures de vol et a piloté 80 élèves formés par un effectif de 37 pilotes en service actif et 24 pilotes instructeurs de réserve. À ce jour, les "Eagles" du VT-7 ont piloté plus de 4 280 aviateurs de l'US Navy et de l'United States Marine Corps, dont 361 étudiants internationaux de France, d'Italie, du Koweït, d'Espagne, de Thaïlande, de Taïwan et du Brésil.

## Galerie
|  |